# Солдат (мафия)

Мафиозная иерархия

Солдат (англ. soldier) или солдато (итал. soldato) — первый официальный уровень как американской, так и сицилийской мафии в формальной иерархии мафии. Повышение до звания солдата является возвышением в цепи командования с уровня соучастника, который участвуя в делах мафии, не является её членом. Для этого соучастник должен проявить себя перед семьей и принять омерту.
Пиччотто ( picciotto, множественное число: picciotti, дословно «маленький человек») часто используется для обозначения «солдат», но обычно оно указывает на молодость, неопытность «солдата» и может даже использоваться для обозначения начинающего, который не является членом мафии (и поэтому ещё официально не является «солдатом»). «Пиччотти» обычно выполняют простые задачи, такие как избиения и грабежи.
Количество солдат в семье может варьироваться. Нередко боссы ограничивают число солдат, жертвуя количеством ради эффективности и верности. К примеру, в ФБР количество солдат детройтской семьи Дзерилли оценивают в 50 человек.

## Обязанности и преимущества
Соучастник может быть повышен в должности до солдата только после того, как он «зарегистрирован» с действующим членом семьи. Он должен получить поддержку действующего капореджиме (капо или капитан) и должен быть проверен лично боссом семьи. Когда-то введённый в должность мафии, солдат теперь является частью команды, группы солдат и соучастников, работающих под руководством капо. Основная обязанность солдата — зарабатывать деньги и передавать часть своей прибыли капо. В большинстве случаев солдат никогда не получает приказы непосредственно от босса. Обычно босс передает приказы солдатам по цепочке командования.
Солдаты также служат мускулами своей преступной семьи. Как и соучастники, они также могут совершать акты запугивания и насилия, в том числе, убийства. Солдат обязан выполнять приказы своего капо. Как «человек чести», он связан мафиозным кодексом Омерты и должен верно служить всю жизнь. Хотя солдат занимает самое низкое положение в семье, у него есть несколько преимуществ перед теми кто не входит в мафию. В частности, он считается неприкосновенным в преступном мире. Если другой бандит хочет убить солдата, то обязан получить разрешение от босса семьи, и только за вопиющее нарушение правил мафии. Напротив, соучастник может быть убит исключительно по прихоти солдата. Например, когда соучастник филадельфийской семьи Ники Скарфо-младший был тяжело ранен в ходе междоусобной борьбы внутри семьи, его отец Никки Скарфо-старший сделал всё, чтобы ввести сына в семью Луккезе и тем самым защищать его от любых возможных атак в будущем. Убийство солдата без разрешения босса может привести к тому, что виновник убийства будет убит сам. Единственное исключение из этого правила — когда сам босс вызывает солдата; это может быть потому, что капо солдат впал в немилость и босс хочет, чтобы его убили.
Солдат несёт ответственность перед семьёй. Он должен оставаться верным мафии всю жизнь и зарабатывать деньги для семьи. Всякий раз, когда к нему обращаются его начальство, он должен выполнять приказы безоговорочно. Он также никогда не должен сотрудничать с властями и должен без жалоб отбывать тюремное заключение. В обмен на лояльность солдаты имеют доступ к защите, власти и связям своей преступной семьи, которая также должна заботиться о семье солдата и оплачивать судебные издержки, если он отбывает тюремный срок.
Как и его соучастник, солдат обязан отдать дань уважения капо за привилегии предоставляемые ему семьёй. Тем не менее, он не должен собирать столько денег от своих преступных начинаний, сколько соучастник. Солдат должен иметь достаточный успех в своих схемах, чтобы оставаться в фаворитах начальства и избегать ответственности. Некоторые соучастники становятся солдатами из-за их полезности как боевики, но даже они должны продемонстрировать способность зарабатывать деньги. Солдату дадут прибыльные виды деятельности, которыми будут управлять его начальство, но по большей части они должны сами зарабатывать деньги.
Не со всеми солдатами в семье обращаются одинаково. Солдат уважают и рассматривают в соответствии с прибылью, которую они генерируют, и лояльностью, которую они проявляет к семье. Сын босса, такой как Альфонс Персико из семьи Коломбо, может быть солдатом, но все с самого начала знали, что его готовят к более важным вещам. Если солдат является источником большого дохода, то он может подчиняться непосредственно боссу, как это было в 1980-х годах с солдатом семьи Гамбино Робертом ДиБернардо, который подчинялся лично боссу семьи Полу Кастеллано. Некоторые солдаты пользуются большим уважением за безжалостность, например, как в 1950-х годах Фил Алдеризио из чикагской мафии.
Солдаты иногда могут просто зарабатывать денег, которых бывает достаточно чтобы жить обычной жизнью. Помимо любых рэкетов, которые им дают боссы и которые могут различаться по прибыльности в зависимости от силы их семьи, их часто оставляют выживать на собственные средства. Тем не менее, став солдатом, бывший соучастник оказывается в лучшем положении чем ранее, чтобы организовывать и возглавлять собственную группу единомышленников, желающих доказать свою ценность. При этом солдаты часто ведут роскошный и экстравагантный образ жизни, не экономя никаких законных денег. Они также могут тратить огромные суммы денег на оплату услуг адвокатов, в то время как их способность зарабатывать подрывается тюремным заключением или полицейским надзором. Солдаты могут стать миллионерами благодаря собственным талантам, имея полный доступ к деловым и политическим связям семьи. Например, Джон Бауданза, солдат семьи Луккезе, смог заработать миллионы, манипулируя курсами на рынке ценных бумаг. Солдат Ральф Скопо из семьи Коломбо контролировал ключевой профсоюз в строительстве и был основным участником многомиллионной схемы рэкета, которой совместно осуществляли «Пять семей». Мафиозо и профсоюзный деятель Энтони «Жёсткий Тони» Анастасио, солдат семьи Мангано (ныне семья Гамбино), три десятилетия железной рукой управлял бруклинской набережной и зарабатывал миллионы для мафии.
В зависимости от семьи, к которой они принадлежат, солдаты также могут получать «неявную работу» (получая зарплатные чеки, даже не приходя на работу) из-за проникновения их семей в законный бизнес, такой как строительство, утилизация отходов и так далее. В конечном счете, сумма заработанных денег сильно варьируется от солдата к солдату.